# Буторіно
Буто́ріно (рос. Буторино) — село у складі Балейського району Забайкальського краю, Росія. Входить до складу Подойніцинського сільського поселення.

## Населення
Населення — 122 особи (2010; 168 у 2002).
Національний склад (станом на 2002 рік):
- росіяни — 98 %